# 廣州科學城體育公園
23°10′24″N 113°26′49″E / 23.1733°N 113.4468859°E

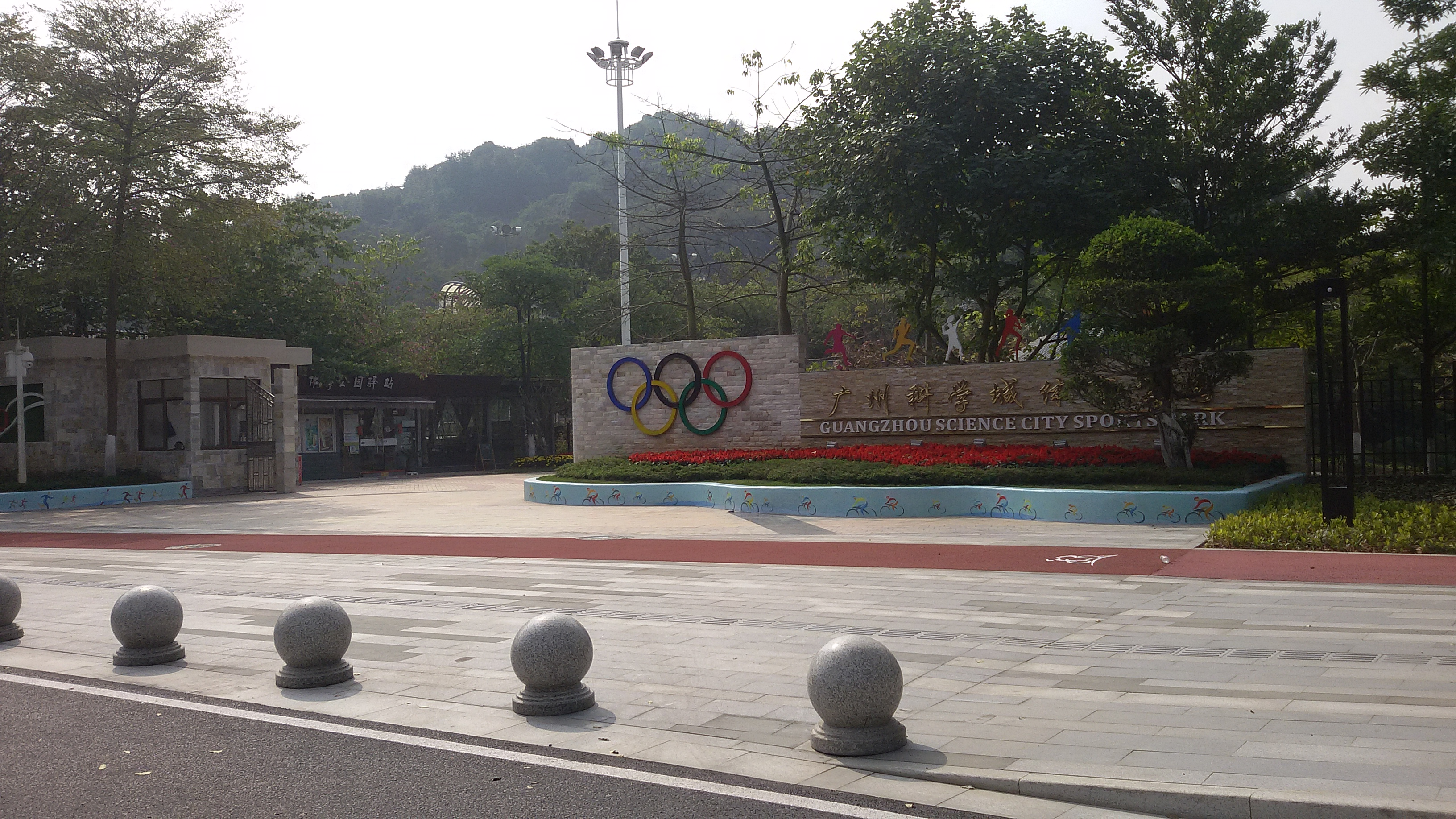
廣州科學城體育公園正門

廣州科學城體育公園是中國廣東廣州的一座公園，2010年6月11日開放，位于黃埔區廣州科學城，西北边为尖塔山路；北边为科翔路；東边为開泰大道；東南边为映日路；南边为科學大道。
公園佔地面積約48.8公顷，设有廣州國際羽毛球培訓中心及廣州國際網球中心兩座體育運動場，羽毛球中心及網球中心分別佔地2.8公頃及10公頃用地，其余36公頃为公園部分。
廣州市第一條山绿道座落于此公園。公園南邊及東邊有綠道橋樑分别跨過科學大道及開泰大道。綠道包括2.48公里的環山單車径及2.6公里的人行山道。